# Nacho Lafita
Jorge Ignacio Lafita Castillo (Zaragoza, Aragón, España, 23 de abril de 1988), más conocido como Nacho Lafita, es un futbolista español que juega como mediapunta o extremo en el Utebo Fútbol Club de la Tercera División de España. Es hermano del exfutbolista Ángel Lafita.

## Trayectoria
Hijo de Juan Ángel Lafita Garrido, además de sobrino de Javier Villarroya y hermano de Ángel Lafita, todos ellos prestigiosos jugadores zaragocistas, se formó en las categorías inferiores del mismo Real Zaragoza, además de pasar un año en la Unión Deportiva Amistad en su último año de juvenil. Ya en categoría sénior es la Sociedad Deportiva Huesca que se encontraba en Segunda B quien le hace debutar en 2007. 
Tras ese año volvería al Real Zaragoza, esta vez para jugar dos temporadas en el filial. Posteriormente pasaría por distintos clubs de la Tercera División de España, como la Sociedad Deportiva Ejea, el Club Deportivo Cuarte Industrial o la Sociedad Deportiva Leioa, para finalmente fichar por el Arenas Club en 2013. Del club vasco pasa en verano de 2014 de nuevo por el Real Zaragoza "B" en su retorno a la categoría de bronce, permanece sólo una temporada en el filial blanquillo, que tras el descenso de éste es fichado por el Club Deportivo Ebro recién ascendido a la categoría.

## Clubes
| Club                    | País   | Año           |
| ----------------------- | ------ | ------------- |
| S. D. Huesca            | España | 2007-2008     |
| Real Zaragoza "B"       | España | 2008-2010     |
| S. D. Ejea              | España | 2010-2011     |
| C. D. Cuarte Industrial | España | 2011-2012     |
| S. D. Leioa             | España | 2012-2013     |
| Arenas Club             | España | 2013-2014     |
| Real Zaragoza "B"       | España | 2014-2015     |
| C. D. Ebro              | España | 2015-2016     |
| C. D. Valdefierro       | España | 2016-2017     |
| S. D. Ejea              | España | 2017-2020     |
| Utebo F. C.             | España | 2020-presente |